# Lista de chefes de Estado e de governo por data da tomada de posse
Esta lista contém todos os atuais chefes de Estado e de governo, ordenados por seu mandato contínuo em uma posição de liderança nacional. Com a morte da Rainha Elizabeth II, do Reino Unido, o sultão de Brunei, Hassanal Bolkiah, tornou-se o monarca vivo com mais tempo de reinado.
Estados onde o chefe de Estado é diferente do chefe de governo têm maioritariamente sistemas parlamentares. Muitas vezes, em sistemas presidenciais ou ditatoriais, o líder ocupa as duas posições. Alguns Estados têm sistemas semi-presidenciais em que o papel de chefe de governo é desempenhado quer pelo chefe de governo listado, quer pelo chefe de Estado.
Monarcas e outros soberanos não utilizam, na maioria das vezes, apelidos. Os monarcas europeus têm o seu nome real muitas vezes seguido de um numeral. Este costume pode ser usado até certo ponto apenas para monarcas não europeus que não sejam o primeiro a reinar com o respetivo nome.
Esta lista contém os líderes atuais e alguns líderes vindouros.

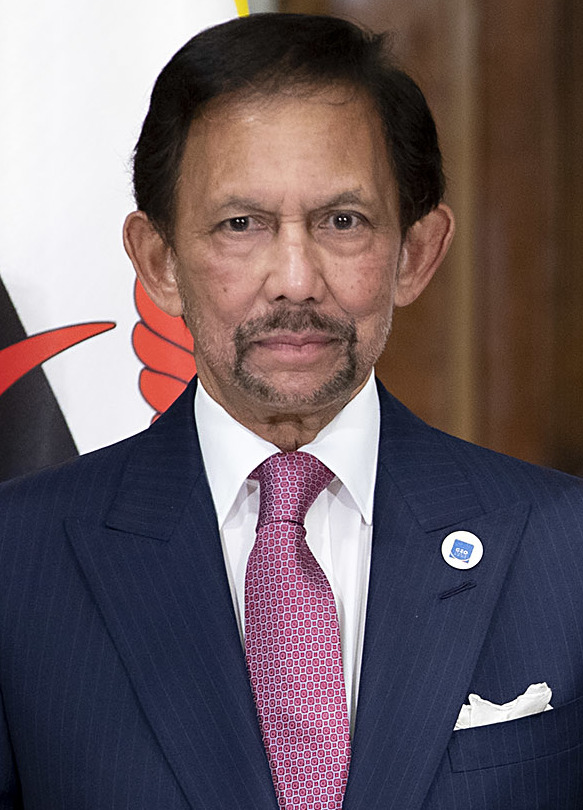
Hassanal Bolkiah, Sultão do Brunei.
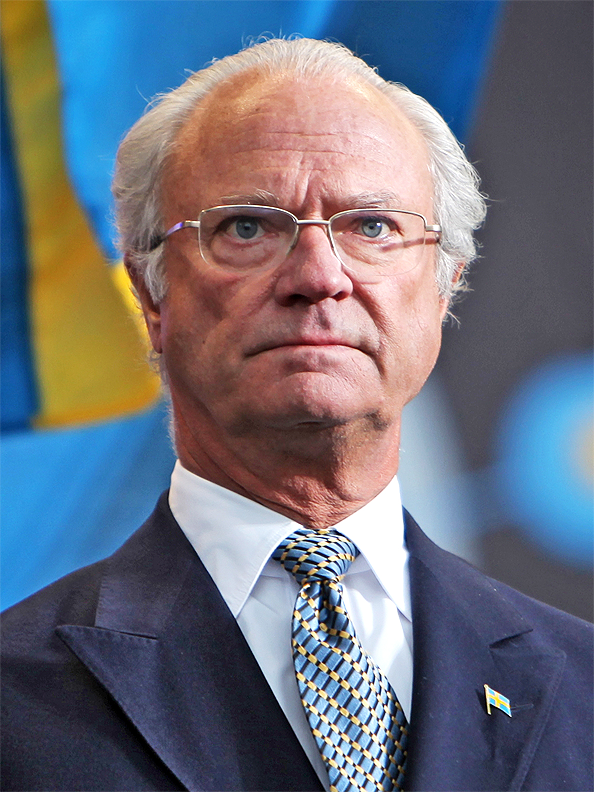
Carlos XVI Gustavo, Rei da Suécia
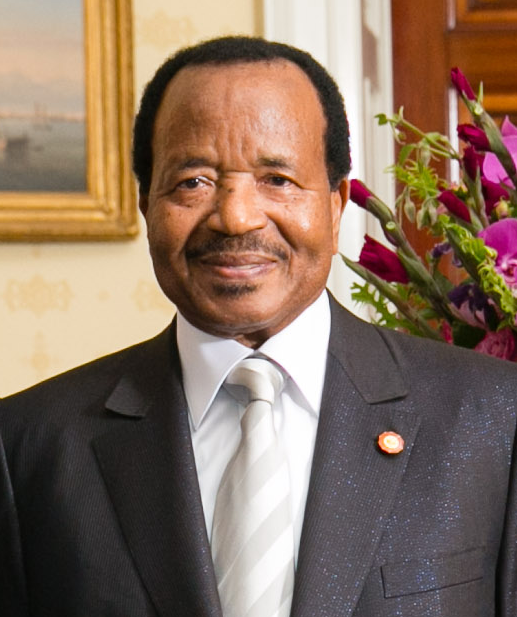
Paul Biya, Presidente dos Camarões.
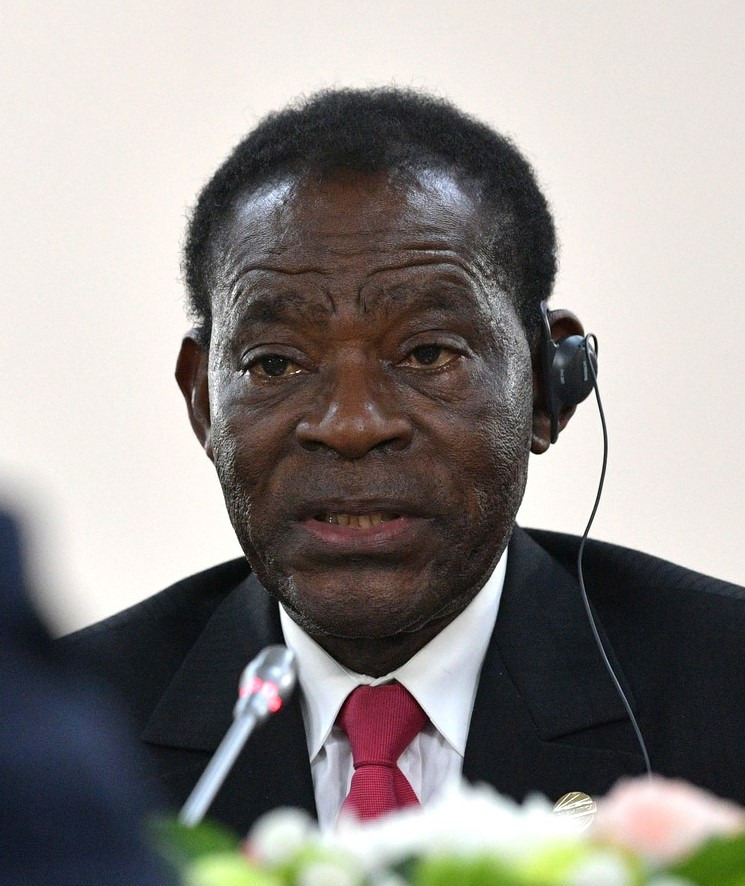
Teodoro Obiang Nguema Mbasogo, Presidente da Guiné Equatorial.
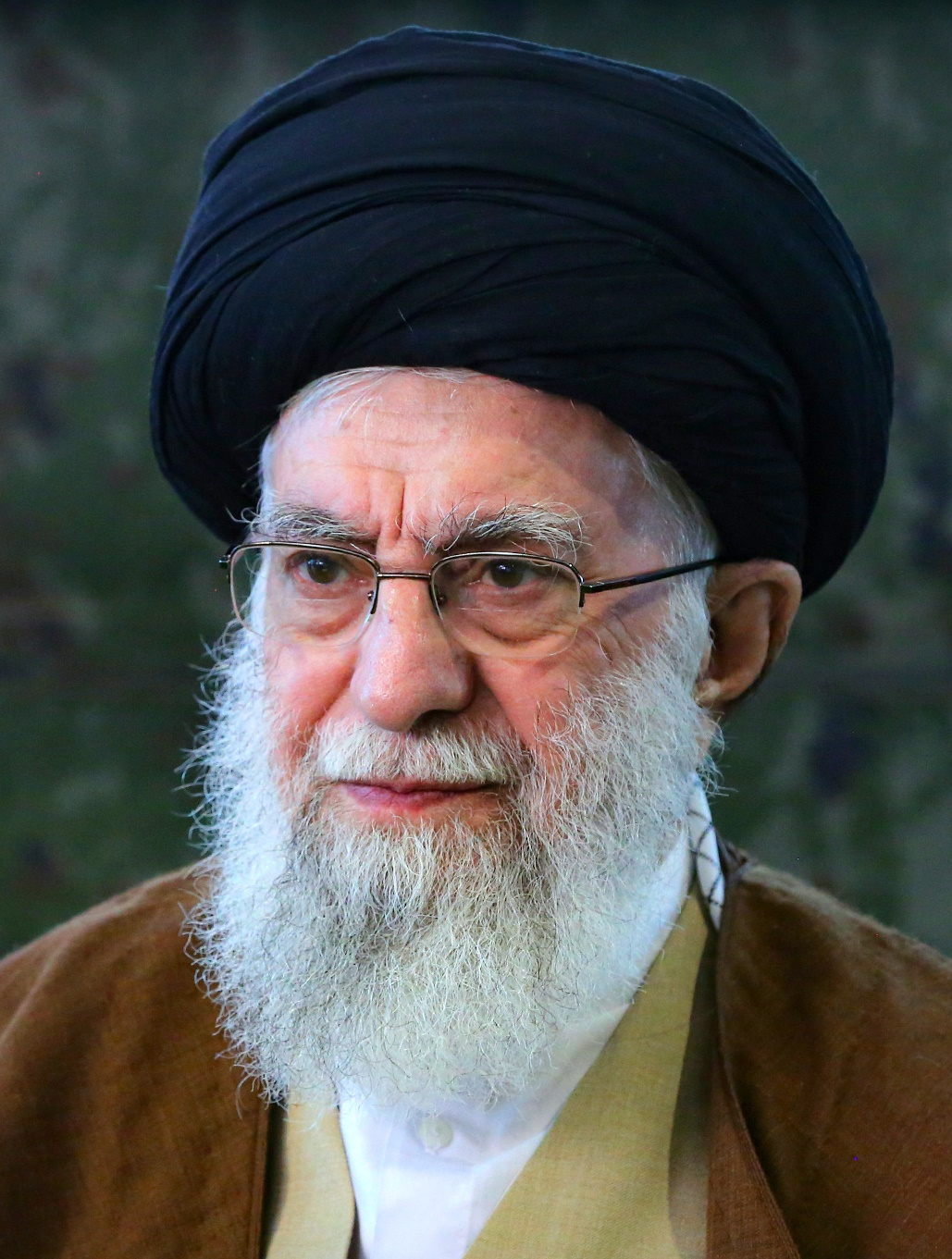
Ali Khamenei, Líder Supremo do Irã.
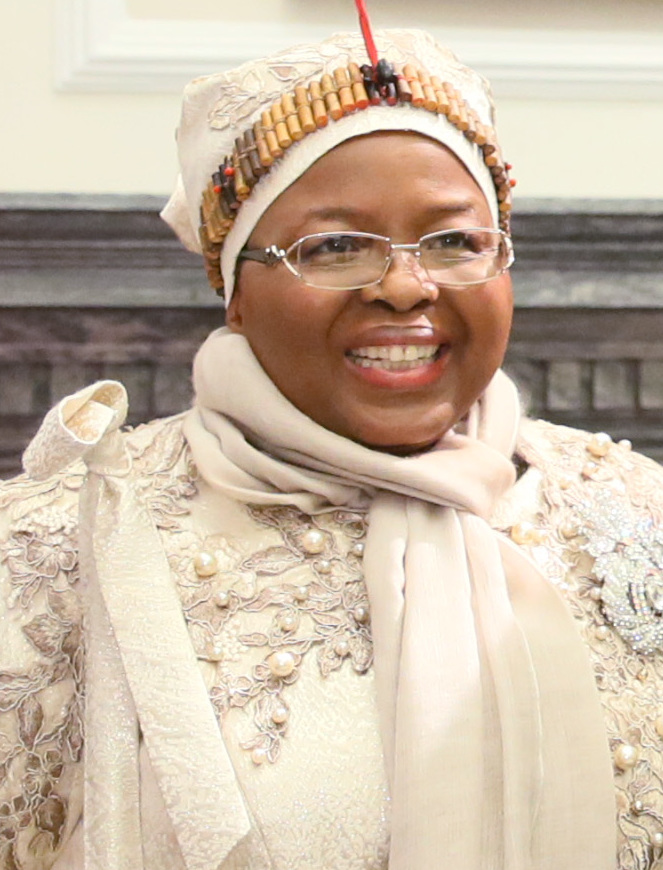
Ntfombi, Rainha-Mãe de Essuatíni.

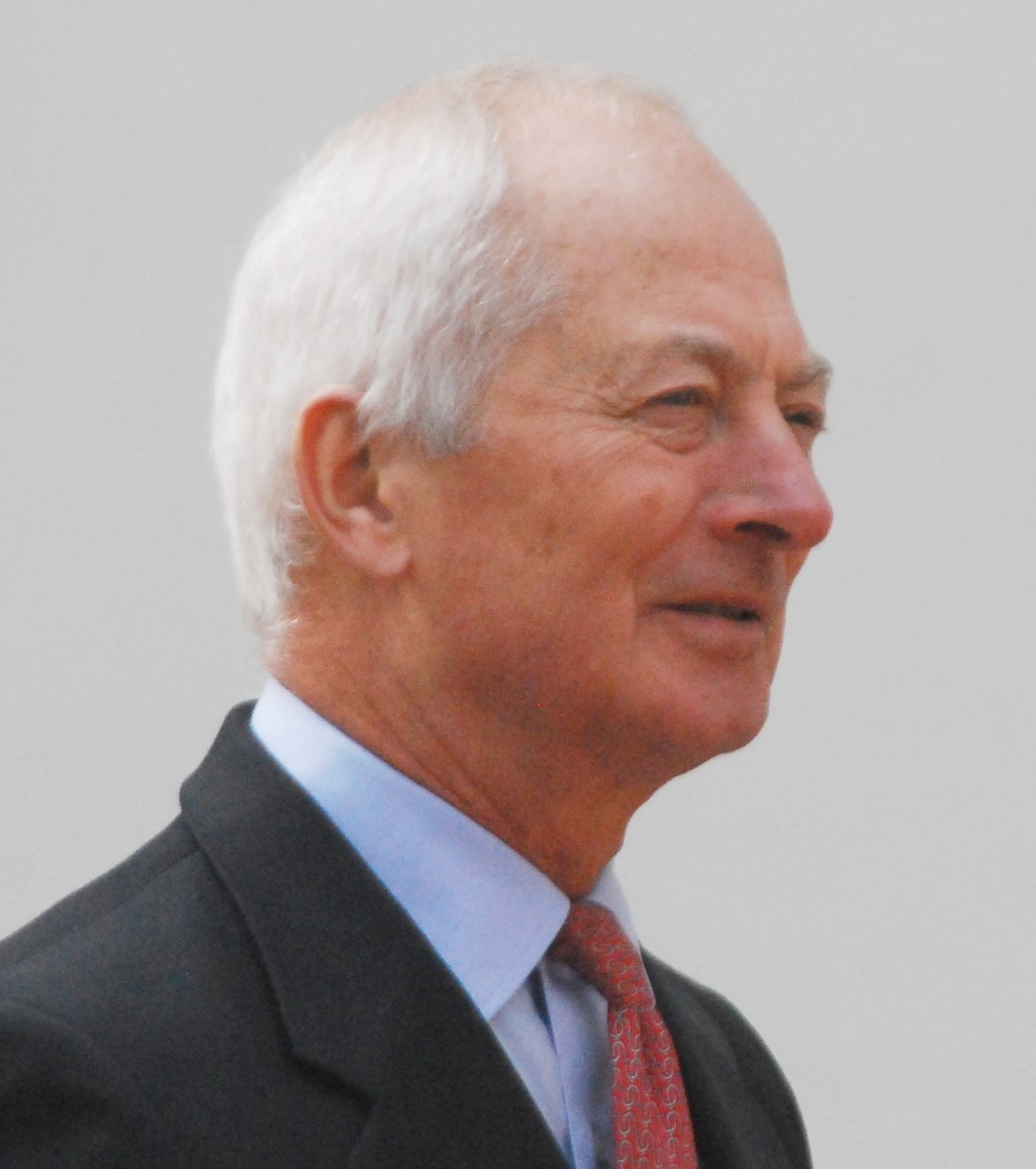
Hans-Adam II, Príncipe do Liechtenstein.
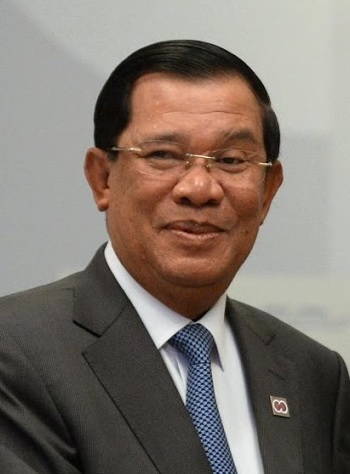
Hun Sen, Presidente do Partido Popular do Camboja.
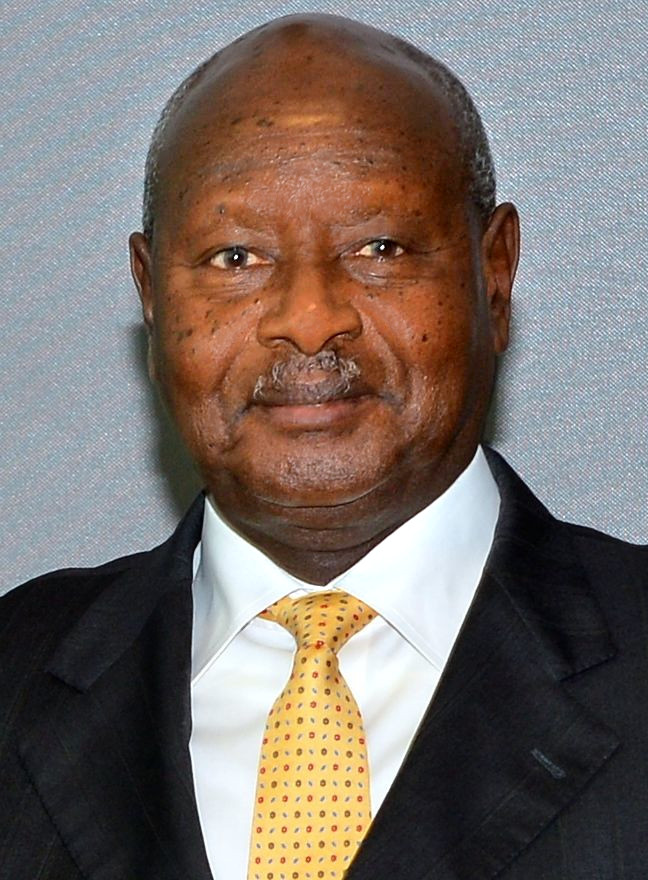
Yoweri Museveni, Presidente de Uganda.
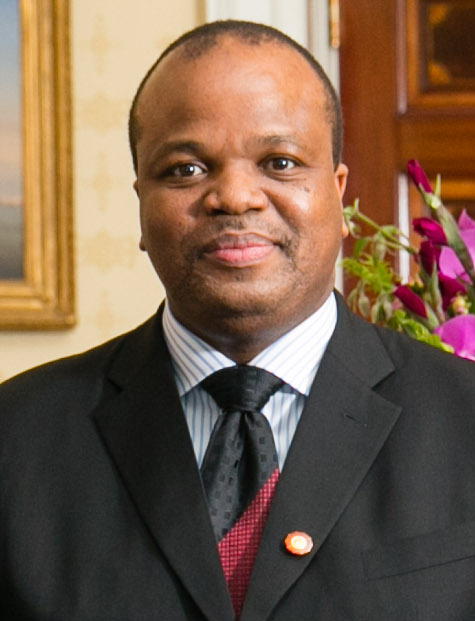
Mswati III, Rei de Essuatíni.
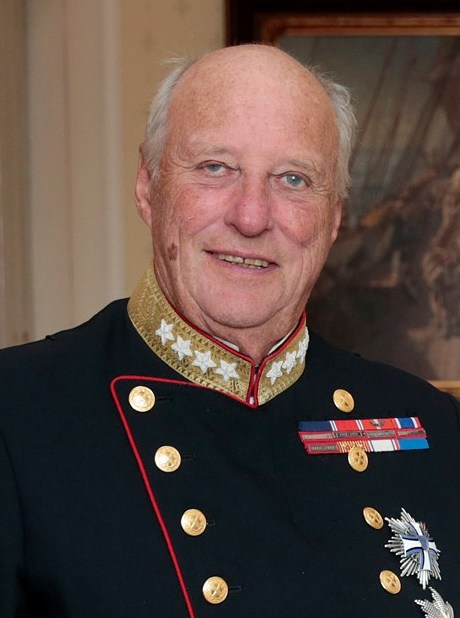
Haroldo V, Rei da Noruega.
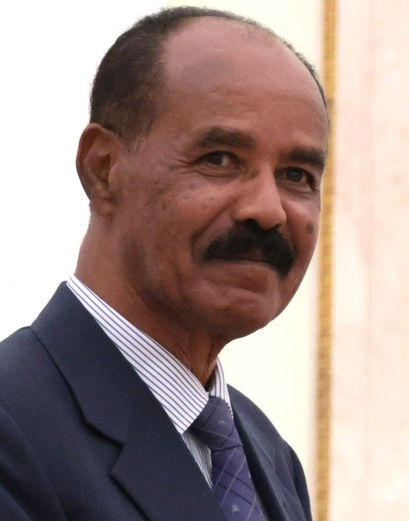
Isaias Afwerki, Presidente da Eritreia.

## Século XX

### Antes de 1990
| Tomada de posse        | Nome                          | Estado           | Cargo |
| ---------------------- | ----------------------------- | ---------------- | --- |
| 5 de outubro de 1967   | Hassanal Bolkiah              | Brunei           | Sultão: 5 de outubro de 1967 – presente Primeiro-ministro: 1 de janeiro de 1984 – presente |
| 15 de setembro de 1973 | Carlos XVI Gustavo            | Suécia           | Rei |
| 30 de junho de 1975    | Paul Biya                     | Camarões         | Primeiro-ministro: 30 de junho de 1975 – 6 de novembro de 1982 Presidente: 6 de novembro de 1982 – presente |
| 3 de agosto de 1979    | Teodoro Obiang Nguema Mbasogo | Guiné Equatorial | Líder do Conselho Militar Revolucionário: 3 de agosto de 1979 – 25 de agosto de 1979 Líder do Supremo Conselho Militar: 25 de agosto de 1979 – 12 de outubro de 1982 Presidente: 12 de outubro de 1982 – presente |
| 13 de outubro de 1981  | Ali Khamenei                  | Irã              | Presidente: 13 de outubro de 1981 – 2 de agosto de 1989 Guia Supremo: 4 de junho de 1989 – atualidade |
| 25 de março de 1983    | Ntfombi                       | Essuatíni        | Rainha-regente: 25 de março de 1983 – 25 de abril de 1986 Rainha-mãe: 25 de abril de 1986 – presente |
| 26 de agosto de 1984   | Hans-Adam II                  | Liechtenstein    | Príncipe-regente: 26 de agosto de 1984 – 13 de novembro de 1989 Príncipe: 13 de novembro de 1989 – atualidade |
| 26 de dezembro de 1984 | Hun Sen                       | Camboja          | Primeiro-ministro interino: 26 de dezembro de 1984 – 14 de janeiro de 1985 Primeiro-ministro: 14 de janeiro de 1985 – 2 de julho de 1993 Primeiro-ministro co-igual: 2 de julho de 1993 – 21 de setembro de 1993 Segundo primeiro-ministro: 21 de setembro de 1993 – 30 de novembro de 1998 Primeiro-ministro: 30 de novembro de 1998 – 22 de agosto de 2023 Presidente do Partido Popular: 26 de junho de 2015 – presente |
| 26 de janeiro de 1986  | Yoweri Museveni               | Uganda           | Presidente |
| 25 de abril de 1986    | Mswati III                    | Essuatíni        | Rei |

### Década de 1990
| Tomada de posse        | Líder                    | Estado             | Cargo |
| ---------------------- | ------------------------ | ------------------ | --- |
| 1 de junho de 1990     | Haroldo V                | Noruega            | Príncipe-regente: 1 de junho de 1990 – 17 de janeiro de 1991 Rei: 17 de janeiro de 1991 – atualidade |
| 27 de abril de 1991    | Isaias Afwerki           | Eritreia           | Presidente |
| 19 de novembro de 1992 | Emomali Rahmon           | Tajiquistão        | Presidente do Conselho Supremo interino: 19 de novembro de 1992 – 27 de novembro de 1992 Presidente do Conselho Supremo: 27 de novembro de 1992 – 16 de novembro de 1994 Presidente: 16 de novembro de 1994 – presente |
| 20 de julho de 1994    | Alexander Lukashenko     | Bielorrússia       | Presidente |
| 7 de fevereiro de 1996 | Letsie III               | Lesoto             | Rei |
| 15 de outubro de 1997  | Denis Sassou Nguesso     | República do Congo | Presidente |
| 3 de março de 1998     | Henrique                 | Luxemburgo         | Tenente-Representante: 3 de março de 1998 – 7 de outubro de 2000 Grão-duque: 7 de outubro de 2000 – atualidade |
| 7 de fevereiro de 1999 | Abdullah II              | Jordânia           | Rei |
| 6 de março de 1999     | Hamad bin Isa al-Khalifa | Bahrein            | Emir: 6 de março de 1999 – 14 de fevereiro de 2002 Rei: 14 de fevereiro de 2002 – presente |
| 8 de maio de 1999      | Ismail Omar Guelleh      | Jibuti             | Presidente |
| 23 de julho de 1999    | Mohammed VI              | Marrocos           | Rei |
| 9 de agosto de 1999    | Vladimir Putin           | Rússia             | Primeiro-ministro-interino: 9 de agosto de 1999 – 16 de agosto de 1999 Primeiro-ministro: 16 de agosto de 1999 – 7 de maio de 2000 Presidente-interino: 31 de dezembro de 1999 – 7 de maio de 2000 Presidente: 7 de maio de 2000 – 7 de maio de 2008 Primeiro-ministro: 8 de maio de 2008 – 7 de maio de 2012 Presidente: 7 de maio de 2012 – presente |

## Século XXI

### Década de 2000
| Tomada de posse         | Líder                                | Estado                   | Cargo |
| ----------------------- | ------------------------------------ | ------------------------ | --- |
| 24 de março de 2000     | Paul Kagame                          | Ruanda                   | Presidente-interino: 24 de março de 2000 – 22 de abril de 2000 Presidente: 22 de abril de 2000 – presente                                                                           |
| 29 de março de 2001     | Ralph Gonsalves                      | São Vicente e Granadinas | Primeiro-ministro |
| 14 de março de 2003     | Recep Tayyip Erdoğan                 | Turquia                  | Primeiro-ministro: 14 de março de 2003 a 28 de agosto de 2014 Presidente: 28 de agosto de 2014 – presente                                                                           |
| 4 de agosto de 2003     | Ilham Aliyev                         | Azerbaijão               | Primeiro-ministro: 4 de agosto de 2003 – 4 de novembro de 2003 Presidente: 31 de outubro de 2003 – presente                                                                         |
| 11 de dezembro de 2003  | Shavkat Mirziyoyev                   | Usbequistão              | Primeiro-ministro: 11 de dezembro de 2003 - 14 de dezembro de 2016 Presidente interino: 8 de setembro de 2016 - 14 de dezembro de 2016 Presidente:14 de dezembro de 2016 - presente |
| 8 de janeiro de 2004    | Roosevelt Skerrit                    | Dominica                 | Primeiro-ministro |
| 15 de agosto de 2004    | Alois                                | Liechtenstein            | Príncipe-regente |
| 14 de outubro de 2004   | Norodom Sihamoni                     | Camboja                  | Rei |
| 15 de janeiro de 2005   | Mahmoud Abbas                        | Palestina                | Presidente |
| 31 de março de 2005     | Alberto II                           | Mónaco                   | Príncipe-regente: 31 de março de 2005 – 6 de abril de 2005 Príncipe: 6 de abril de 2005 – presente                                                                                  |
| 4 de maio de 2005       | Faure Gnassingbé                     | Togo                     | Presidente: 4 de maio de 2005 – 3 de maio de 2025 Presidente do Conselho de Ministros: 3 de maio de 2025 – presente                                                                 |
| 11 de agosto de 2005    | Salva Kiir Mayardit                  | Sudão do Sul             | Presidente |
| 11 de fevereiro de 2006 | Xeque Mohammed bin Rashid Al Maktoum | Emirados Árabes Unidos   | Primeiro-ministro |
| 14 de dezembro de 2006  | Jigme Khesar Namgyal Wangchuck       | Butão                    | Rei |
| 10 de janeiro de 2007   | Daniel Ortega                        | Nicarágua                | Presidente |
| 26 de fevereiro de 2009 | Patrick Allen                        | Jamaica                  | Governador-geral |

### 2010 a 2014
| Tomada de posse        | Líder                       | Estado                     | Cargo |
| ---------------------- | --------------------------- | -------------------------- | --- |
| 29 de maio de 2010     | Viktor Orbán                | Hungria                    | Primeiro-ministro                                                                                                   |
| 4 de dezembro de 2010  | Alassane Ouattara           | Costa do Marfim            | Presidente |
| 11 de novembro de 2011 | Michael D. Higgins          | Irlanda                    | Presidente |
| 17 de dezembro de 2011 | Kim Jong-un                 | Coreia do Norte            | Líder Supremo |
| 18 de março de 2012    | Tupou VI                    | Tonga                      | Rei |
| 15 de novembro de 2012 | Xi Jinping                  | República Popular da China | Secretário-geral do Partido Comunista: 15 de novembro de 2012 – presente Presidente: 14 de março de 2013 – presente |
| 5 de março de 2013     | Nicolás Maduro              | Venezuela                  | Presidente interino: 5 de março de 2013 a 19 de abril de 2013 Presidente: 19 de abril de 2013 – presente            |
| 1 de abril de 2013     | Abdoulkader Kamil Mohamed   | Jibuti                     | Primeiro-ministro                                                                                                   |
| 30 de abril de 2013    | Guilherme-Alexandre         | Países Baixos              | Rei |
| 7 de maio de 2013      | Cécile La Grenade           | Granada                    | Governadora-geral                                                                                                   |
| 25 de junho de 2013    | Tamim bin Hamad al-Thani    | Catar                      | Emir |
| 21 de julho de 2013    | Filipe                      | Bélgica                    | Rei |
| 15 de setembro de 2013 | Edi Rama                    | Albânia                    | Primeiro-ministro                                                                                                   |
| 23 de novembro de 2013 | Kokhir Rasulzoda            | Tajiquistão                | Primeiro-ministro                                                                                                   |
| 25 de janeiro de 2014  | Mohamed bin Zayed Al Nahyan | Emirados Árabes Unidos     | Presidente regente: 25 de janeiro de 2014 – 13 de maio de 2022 Presidente: 13 de maio de 2022 – presente            |
| 26 de maio de 2014     | Narendra Modi               | Índia                      | Primeiro-ministro                                                                                                   |
| 8 de junho de 2014     | Abdel Fattah el-Sisi        | Egito                      | Presidente |
| 13 de junho de 2014    | Gaston Browne               | Antígua e Barbuda          | Primeiro-ministro                                                                                                   |
| 19 de junho de 2014    | Filipe VI                   | Espanha                    | Rei |
| 14 de agosto de 2014   | Rodney Williams             | Antígua e Barbuda          | Governador-geral |

### 2015
| Tomada de posse        | Líder                | Estado         | Cargo                                                                                                   |
| ---------------------- | -------------------- | -------------- | --- |
| 23 de janeiro de 2015  | Salman               | Arábia Saudita | Rei: 23 de janeiro de 2015 - presente Primeiro-ministro: 23 de janeiro de 2015 - 27 de setembro de 2022 |
| 3 de fevereiro de 2015 | Sergio Mattarella    | Itália         | Presidente                                                                                              |
| 6 de agosto de 2015    | Andrzej Duda         | Polónia        | Presidente                                                                                              |
| 20 de novembro de 2015 | Majaliwa K. Majaliwa | Tanzânia       | Primeiro-ministro                                                                                       |

### 2016
| Tomada de posse        | Líder                     | Estado                                 | Cargo |
| ---------------------- | ------------------------- | -------------------------------------- | --- |
| 1 de janeiro de 2016   | Guy Parmelin              | Suíça                                  | Conselheiro Federal |
| 3 de março de 2016     | Andrew Holness            | Jamaica                                | Primeiro-ministro |
| 9 de março de 2016     | Marcelo Rebelo de Sousa   | Portugal                               | Presidente |
| 11 de março de 2016    | Taneti Mamau              | Kiribati                               | Presidente |
| 30 de março de 2016    | Faustin-Archange Touadéra | República Centro-Africana              | Presidente |
| 6 de abril de 2016     | Patrice Talon             | Benim                                  | Presidente |
| 20 de abril de 2016    | Thongloun Sisoulith       | Laos                                   | Primeiro-ministro: 20 de abril de 2016 – 22 de março de 2021 Secretário-geral do Partido Popular Revolucionário: 15 de janeiro de 2021 – presente Presidente: 22 de março de 2021 – presente |
| 22 de abril de 2016    | Ulisses Correia e Silva   | Cabo Verde                             | Primeiro-ministro |
| 26 de maio de 2016     | Azali Assoumani           | Comores                                | Presidente |
| 9 de julho de 2016     | Brahim Ghali              | República Árabe · Saariana Democrática | Secretário Geral e Presidente |
| 13 de outubro de 2016  | Maha Vajiralongkorn       | Tailândia                              | Rei |
| 19 de outubro de 2016  | Andrej Plenković          | Croácia                                | Primeiro-ministro |
| 14 de dezembro de 2016 | Abdulla Aripov            | Usbequistão                            | Primeiro-ministro |
| 16 de dezembro de 2016 | Vadim Krasnoselsky        | Transnístria                           | Presidente |

### 2017
| Tomada de posse         | Líder                         | Estado           | Cargo               |
| ----------------------- | ----------------------------- | ---------------- | ------------------- |
| 19 de janeiro de 2017   | Adama Barrow                  | Gâmbia           | Presidente          |
| 22 de janeiro de 2017   | Rumen Radev                   | Bulgária         | Presidente          |
| 26 de janeiro de 2017   | Alexander van der Bellen      | Áustria          | Presidente          |
| 28 de fevereiro de 2017 | Bob Dadae                     | Papua-Nova Guiné | Governador-geral    |
| 19 de março de 2017     | Frank-Walter Steinmeier       | Alemanha         | Presidente          |
| 14 de maio de 2017      | Emmanuel Macron               | Andorra          | Copríncipe francês  |
| 14 de maio de 2017      | Emmanuel Macron               | França           | Presidente          |
| 20 de julho de 2017     | Afioga Vaʻaletoʻa Sualauvi II | Samoa            | O le Ao o le Malo   |
| 26 de setembro de 2017  | João Lourenço                 | Angola           | Presidente          |
| 1 de novembro de 2017   | Ignazio Cassis                | Suíça            | Conselheiro Federal |
| 24 de novembro de 2017  | Emmerson Mnangagwa            | Zimbábue         | Presidente          |

### 2018
| Tomada de posse         | Líder                      | Estado                                 | Cargo |
| ----------------------- | -------------------------- | -------------------------------------- | --- |
| 8 de janeiro de 2018    | Sandra Mason               | Barbados                               | Governadora-geral: 8 de janeiro de 2018 - 30 de novembro de 2021 Presidente: 30 de novembro de 2021 - presente         |
| 4 de fevereiro de 2018  | Mohamed Wali Akeik         | República Árabe · Saariana Democrática | Primeiro-ministro |
| 14 de fevereiro de 2018 | Cyril Ramaphosa            | África do Sul                          | Presidente interino: 14 de fevereiro de 2018 – 15 de fevereiro de 2018 Presidente: desde 15 de fevereiro de 2018       |
| 2 de abril de 2018      | Abiy Ahmed                 | Etiópia                                | Primeiro-ministro |
| 4 de abril de 2018      | Julius Maada Bio           | Serra Leoa                             | Presidente |
| 19 de abril de 2018     | Miguel Díaz-Canel Bermúdez | Cuba                                   | Presidente: 19 de abril de 2018 – presente Primeiro Secretário do Partido Comunista: 19 de abril de 2021 – presente    |
| 8 de maio de 2018       | Nikol Pashinyan            | Arménia                                | Primeiro-ministro |
| 25 de maio de 2018      | Mia Mottley                | Barbados                               | Primeira-ministra |
| 2 de junho de 2018      | Pedro Sánchez              | Espanha                                | Primeiro-ministro |
| 6 de junho de 2018      | Christian Ntsay            | Madagáscar                             | Primeiro-ministro |
| 7 de junho de 2018      | Moustafa Madbouly          | Egito                                  | Primeiro-ministro interino: 7 de junho de 2018 - 14 de junho de 2018 Primeiro-ministro: 14 de junho de 2018 - presente |
| 20 de novembro de 2018  | Željko Komšić              | Bósnia e Herzegovina                   | Membro da Presidência                                                                                                  |
| 16 de dezembro de 2018  | Salome Zurabishvili        | Geórgia                                | Presidente |

### 2019
| Tomada de posse        | Líder                           | Estado                   | Cargo |
| ---------------------- | ------------------------------- | ------------------------ | --- |
| 1 de janeiro de 2019   | Karin Keller-Sutter             | Suíça                    | Conselheira Federal Presidente: 1 de janeiro de 2025 – presente                                                                                         |
| 4 de janeiro de 2019   | Joseph Ngute                    | Camarões                 | Primeiro-ministro |
| 24 de janeiro de 2019  | Félix Tshisekedi                | RD Congo                 | Presidente |
| 20 de março de 2019    | Kassym-Jomart Tokayev           | Cazaquistão              | Presidente |
| 12 de abril de 2019    | Abdel Fattah Abdelrahman Burhan | Sudão                    | Presidente do Conselho Militar de Transição: 12 de abril de 2019 – 21 de agosto de 2019 Presidente do Conselho Supremo: 21 de agosto de 2019 – presente |
| 1 de maio de 2019      | Naruhito                        | Japão                    | Imperador |
| 16 de maio de 2019     | Xavier Espot Zamora             | Andorra                  | Chefe de Governo |
| 20 de maio de 2019     | Volodymyr Zelensky              | Ucrânia                  | Presidente |
| 22 de maio de 2019     | Ersin Tatar                     | Chipre do Norte          | Primeiro-ministro: 22 de maio de 2019 - 23 de outubro de 2020 Presidente: 23 de outubro de 2020 - presente                                              |
| 30 de maio de 2019     | James Marape                    | Papua-Nova Guiné         | Primeiro-ministro |
| 27 de junho de 2019    | Mette Frederiksen               | Dinamarca                | Primeira-ministra |
| 12 de julho de 2019    | Gitanas Nausėda                 | Lituânia                 | Presidente |
| 1 de agosto de 2019    | Susan Dougan                    | São Vicente e Granadinas | Governadora-geral |
| 1 de agosto de 2019    | Mohamed Ould Ghazouani          | Mauritânia               | Presidente |
| 8 de outubro de 2019   | Ali Asadov                      | Azerbaijão               | Primeiro-ministro |
| 23 de outubro de 2019  | Kaïs Saïed                      | Tunísia                  | Presidente |
| 19 de dezembro de 2019 | Abdelmadjid Tebboune            | Argélia                  | Presidente |
| 21 de dezembro de 2019 | Manuel Marrero Cruz             | Cuba                     | Primeiro-ministro |

### 2020
| Tomada de posse         | Líder                      | Estado               | Cargo             |
| ----------------------- | -------------------------- | -------------------- | ----------------- |
| 11 de janeiro de 2020   | Haitham Al Said            | Omã                  | Sultão            |
| 13 de janeiro de 2020   | Robert Abela               | Malta                | Primeiro-ministro |
| 16 de janeiro de 2020   | Mikhail Mishustin          | Rússia               | Primeiro-ministro |
| 18 de fevereiro de 2020 | Zoran Milanović            | Croácia              | Presidente        |
| 27 de fevereiro de 2020 | Umaro Sissoco Embaló       | Guiné-Bissau         | Presidente        |
| 18 de junho de 2020     | Evariste Ndayishimiye      | Burundi              | Presidente        |
| 28 de junho de 2020     | Lazarus Chakwera           | Malawi               | Presidente        |
| 2 de agosto de 2020     | Irfaan Ali                 | Guiana               | Presidente        |
| 2 de agosto de 2020     | Mark Phillips              | Guiana               | Primeiro-ministro |
| 16 de agosto de 2020    | Luis Abinader              | República Dominicana | Presidente        |
| 26 de outubro de 2020   | Wavel Ramkalawan           | Seicheles            | Presidente        |
| 8 de novembro de 2020   | Luis Arce                  | Bolívia              | Presidente        |
| 11 de novembro de 2020  | Príncipe Salman Al Khalifa | Barém                | Primeiro-ministro |
| 12 de novembro de 2020  | Johnny Briceño             | Belize               | Primeiro-ministro |
| 24 de dezembro de 2020  | Maia Sandu                 | Moldávia             | Presidente        |

### 2021
| Tomada de posse        | Líder                    | Estado               | Cargo |
| ---------------------- | ------------------------ | -------------------- | --- |
| 21 de janeiro de 2021  | Surangel Whipps Jr.      | Palau                | Presidente |
| 28 de janeiro de 2021  | Sadyr Japarov            | Quirguistão          | Presidente |
| 2 de fevereiro de 2021 | Min Aung Hlaing          | Mianmar              | Presidente do Conselho de Estado: 2 de fevereiro de 2021 - 31 de julho de 2025 Primeiro-ministro: 1 de agosto de 2021 - 31 de julho de 2025 Presidente interino: 22 de julho de 2024 - presente |
| 10 de março de 2021    | Mohamed al-Menfi         | Líbia                | Membro do Conselho Presidencial Presidente do Conselho Presidencial: 10 de março de 2021 – presente                                                                                             |
| 10 de março de 2021    | Abdullah al-Lafi         | Líbia                | Membro do Conselho Presidencial |
| 10 de março de 2021    | Musa al-Koni             | Líbia                | Membro do Conselho Presidencial |
| 15 de março de 2021    | Abdul Hamid al-Dabaib    | Líbia                | Primeiro-ministro |
| 17 de março de 2021    | Samia Suluhu             | Tanzânia             | Presidente interina: 17 de março de 2021 – 19 de março de 2021 Presidente: 19 de março de 2021 – presente                                                                                       |
| 22 de março de 2021    | Albin Kurti              | Cosovo               | Primeiro-ministro |
| 4 de abril de 2021     | Vjosa Osmani             | Cosovo               | Presidente |
| 5 de abril de 2021     | Phạm Minh Chính          | Vietnã               | Primeiro-ministro |
| 20 de abril de 2021    | Mahamat Déby Itno        | Chade                | Presidente do Conselho Militar de Transição |
| 18 de maio de 2021     | Anatole Collinet Makosso | República do Congo   | Primeiro-ministro |
| 24 de maio de 2021     | Fiamē Naomi Mataʻafa     | Samoa                | Primeira-ministra |
| 25 de maio de 2021     | Assimi Goïta             | Mali                 | Presidente interino |
| 27 de maio de 2021     | Froyla Tzalam            | Belize               | Governadora-geral |
| 21 de junho de 2021    | Robinah Nabbanja         | Uganda               | Primeiro-ministro |
| 25 de junho de 2021    | Ukhnaagiin Khürelsükh    | Mongólia             | Presidente |
| 7 de julho de 2021     | Isaac Herzog             | Israel               | Presidente |
| 26 de julho de 2021    | Mary Simon               | Canadá               | Governadora-geral |
| 28 de julho de 2021    | Philip Pierre            | Santa Lúcia          | Primeiro-ministro |
| 1 de agosto de 2021    | Christian Schmidt        | Bósnia e Herzegovina | Alto Representante |
| 15 de agosto de 2021   | Hibatullah Akhundzada    | Afeganistão          | Líder Supremo |
| 24 de agosto de 2021   | Hakainde Hichilema       | Zâmbia               | Presidente |
| 5 de setembro de 2021  | Mamady Doumbouya         | Guiné                | Presidente do Comitê Nacional: 5 de setembro de 2021 - 1 de outubro de 2021 Presidente interino: 1 de outubro de 2021 - presente                                                                |
| 17 de setembro de 2021 | Philip Davis             | Bahamas              | Primeiro-ministro |
| 29 de setembro de 2021 | Tofiga Vaevalu Falani    | Tuvalu               | Governador-Geral |
| 2 de outubro de 2021   | Carlos Vila Nova         | São Tomé e Príncipe  | Presidente |
| 7 de outubro de 2021   | Aziz Akhannouch          | Marrocos             | Primeiro-ministro |
| 11 de outubro de 2021  | Alar Karis               | Estónia              | Presidente |
| 14 de outubro de 2021  | Jonas Gahr Støre         | Noruega              | Primeiro-ministro |
| 21 de outubro de 2021  | Cindy Kiro               | Nova Zelândia        | Governadora-geral |
| 9 de novembro de 2021  | José Maria Neves         | Cabo Verde           | Presidente |
| 11 de novembro de 2021 | Errol Charles            | Santa Lúcia          | Governador-geral interino |
| 17 de dezembro de 2021 | Petr Fiala               | República Checa      | Primeiro-ministro |

### 2022
| Tomada de posse        | Líder                    | Estado                    | Cargo                                                                                |
| ---------------------- | ------------------------ | ------------------------- | ------------------------------------------------------------------------------------ |
| 27 de janeiro de 2022  | Xiomara Castro           | Honduras                  | Presidente                                                                           |
| 9 de fevereiro de 2022 | Félix Moloua             | República Centro-Africana | Primeiro-ministro                                                                    |
| 11 de março de 2022    | Gabriel Boric            | Chile                     | Presidente                                                                           |
| 13 de março de 2022    | Vahagn Khachaturyan      | Arménia                   | Presidente                                                                           |
| 19 de março de 2022    | Serdar Berdimuhamedow    | Turcomenistão             | Presidente                                                                           |
| 7 de abril de 2022     | Rashad al-Alimi          | Iémen                     | Presidente do Conselho Presidencial de Liderança                                     |
| 8 de maio de 2022      | Rodrigo Chaves           | Costa Rica                | Presidente                                                                           |
| 12 de maio de 2022     | Ünal Üstel               | Chipre do Norte           | Primeiro-ministro                                                                    |
| 20 de maio de 2022     | José Ramos-Horta         | Timor-Leste               | Presidente                                                                           |
| 23 de maio de 2022     | Anthony Albanese         | Austrália                 | Primeiro-ministro                                                                    |
| 24 de maio de 2022     | Alan Gagloyev            | Ossétia do Sul            | Presidente                                                                           |
| 30 de maio de 2022     | Aleksandr Rozenberg      | Transnístria              | Primeiro-ministro                                                                    |
| 1 de junho de 2022     | Robert Golob             | Eslovénia                 | Primeiro-ministro                                                                    |
| 9 de junho de 2022     | Hassan Sheikh Mohamud    | Somália                   | Presidente                                                                           |
| 20 de junho de 2022    | Konstantin Djussoev      | Ossétia do Sul            | Primeiro-ministro                                                                    |
| 24 de junho de 2022    | Dickon Mitchell          | Granada                   | Primeiro-ministro                                                                    |
| 25 de junho de 2022    | Hamza Abdi Barre         | Somália                   | Primeiro-ministro                                                                    |
| 30 de junho de 2022    | Bongbong Marcos          | Filipinas                 | Presidente                                                                           |
| 23 de julho de 2022    | Nikenike Vurobaravu      | Vanuatu                   | Presidente                                                                           |
| 24 de julho de 2022    | Bajram Begaj             | Albânia                   | Presidente                                                                           |
| 25 de julho de 2022    | Draupadi Murmu           | Índia                     | Presidente                                                                           |
| 6 de agosto de 2022    | Terrance Drew            | São Cristóvão e Neves     | Primeiro-ministro                                                                    |
| 7 de agosto de 2022    | Gustavo Petro            | Colômbia                  | Presidente                                                                           |
| 8 de setembro de 2022  | Carlos III               | Antígua e Barbuda         | Rei                                                                                  |
| 8 de setembro de 2022  | Carlos III               | Austrália                 | Rei                                                                                  |
| 8 de setembro de 2022  | Carlos III               | Bahamas                   | Rei                                                                                  |
| 8 de setembro de 2022  | Carlos III               | Belize                    | Rei                                                                                  |
| 8 de setembro de 2022  | Carlos III               | Canadá                    | Rei                                                                                  |
| 8 de setembro de 2022  | Carlos III               | Granada                   | Rei                                                                                  |
| 8 de setembro de 2022  | Carlos III               | Ilhas Salomão             | Rei                                                                                  |
| 8 de setembro de 2022  | Carlos III               | Jamaica                   | Rei                                                                                  |
| 8 de setembro de 2022  | Carlos III               | Nova Zelândia             | Rei                                                                                  |
| 8 de setembro de 2022  | Carlos III               | Papua-Nova Guiné          | Rei                                                                                  |
| 8 de setembro de 2022  | Carlos III               | Reino Unido               | Rei                                                                                  |
| 8 de setembro de 2022  | Carlos III               | Santa Lúcia               | Rei                                                                                  |
| 8 de setembro de 2022  | Carlos III               | São Cristóvão e Neves     | Rei                                                                                  |
| 8 de setembro de 2022  | Carlos III               | São Vicente e Granadinas  | Rei                                                                                  |
| 8 de setembro de 2022  | Carlos III               | Tuvalu                    | Rei                                                                                  |
| 13 de setembro de 2022 | William Ruto             | Quénia                    | Presidente                                                                           |
| 27 de setembro de 2022 | Mohammad bin Salman      | Arábia Saudita            | Primeiro-ministro                                                                    |
| 30 de setembro de 2022 | Ibrahim Traoré           | Burquina Faso             | Presidente interino                                                                  |
| 17 de outubro de 2022  | Abdul Latif Rashid       | Iraque                    | Presidente                                                                           |
| 18 de outubro de 2022  | Ulf Kristersson          | Suécia                    | Primeiro-ministro                                                                    |
| 22 de outubro de 2022  | Giorgia Meloni           | Itália                    | Presidente do Conselho de Ministros                                                  |
| 27 de outubro de 2022  | Mohammed Shia' Al Sudani | Iraque                    | Primeiro-ministro                                                                    |
| 27 de outubro de 2022  | Musalia Mudavadi         | Quénia                    | Primeiro-secretário de gabinete                                                      |
| 28 de outubro de 2022  | Sam Matekane             | Lesoto                    | Primeiro-ministro                                                                    |
| 16 de novembro de 2022 | Denis Bećirović          | Bósnia e Herzegovina      | Membro da Presidência                                                                |
| 16 de novembro de 2022 | Željka Cvijanović        | Bósnia e Herzegovina      | Membro da Presidência Presidente da Presidência: 16 de novembro de 2022 - presidente |
| 24 de novembro de 2022 | Anwar Ibrahim            | Malásia                   | Primeiro-ministro                                                                    |
| 7 de dezembro de 2022  | Dina Boluarte            | Peru                      | Presidente                                                                           |
| 22 de dezembro de 2022 | Nataša Pirc Musar        | Eslovénia                 | Presidente                                                                           |
| 24 de dezembro de 2022 | Sitiveni Rabuka          | Fiji                      | Primeiro-ministro                                                                    |
| 29 de dezembro de 2022 | Benjamin Netanyahu       | Israel                    | Primeiro-ministro                                                                    |
| 30 de dezembro de 2022 | Sonexay Siphandone       | Laos                      | Primeiro-ministro                                                                    |

### 2023
| Tomada de posse         | Líder                        | Estado                          | Cargo                                                         |
| ----------------------- | ---------------------------- | ------------------------------- | ------------------------------------------------------------- |
| 1 de janeiro de 2023    | Luiz Inácio Lula da Silva    | Brasil                          | Presidente                                                    |
| 1 de janeiro de 2023    | Élisabeth Baume-Schneider    | Suíça                           | Conselheira Federal                                           |
| 1 de janeiro de 2023    | Albert Rösti                 | Suíça                           | Conselheiro Federal                                           |
| 25 de janeiro de 2023   | Borjana Krišto               | Bósnia e Herzegovina            | Presidente do Conselho de Ministros                           |
| 1 de fevereiro de 2023  | Marcella Liburd              | São Cristóvão e Neves           | Governadora-geral                                             |
| 16 de fevereiro de 2023 | Dorin Recean                 | Moldávia                        | Primeiro-ministro                                             |
| 28 de fevereiro de 2023 | Nikos Christodoulides        | Chipre                          | Presidente                                                    |
| 7 de março de 2023      | Mohammed Al Thani            | Catar                           | Primeiro-ministro                                             |
| 9 de março de 2023      | Petr Pavel                   | República Checa                 | Presidente                                                    |
| 11 de março de 2023     | Li Qiang                     | República Popular da China      | Primeiro-ministro                                             |
| 13 de março de 2023     | Ram Chandra Poudel           | Nepal                           | Presidente                                                    |
| 20 de março de 2023     | Christine Kangaloo           | Trindade e Tobago               | Presidente                                                    |
| 24 de abril de 2023     | Shahabuddin Chuppu           | Bangladesh                      | Presidente                                                    |
| 11 de maio de 2023      | Wesley Simina                | Estados Federados da Micronésia | Presidente                                                    |
| 17 de maio de 2023      | Abdul Kabir                  | Afeganistão                     | Primeiro-ministro interino                                    |
| 20 de maio de 2023      | Jakov Milatović              | Montenegro                      | Presidente                                                    |
| 29 de maio de 2023      | Bola Tinubu                  | Nigéria                         | Presidente                                                    |
| 20 de junho de 2023     | Petteri Orpo                 | Finlândia                       | Primeiro-ministro                                             |
| 26 de junho de 2023     | Kyriakos Mitsotakis          | Grécia                          | Primeiro-ministro                                             |
| 1 de julho de 2023      | Xanana Gusmão                | Timor-Leste                     | Primeiro-ministro                                             |
| 8 de julho de 2023      | Edgars Rinkēvičs             | Letónia                         | Presidente                                                    |
| 10 de julho de 2023     | David Moinina Sengeh         | Serra Leoa                      | Ministro Chefe                                                |
| 26 de julho de 2023     | Abdourahamane Tchiani        | Níger                           | Presidente do Conselho Nacional para a Salvaguarda da Pátria  |
| 8 de agosto de 2023     | Ali Lamine Zeine             | Níger                           | Primeiro-ministro interino                                    |
| 15 de agosto de 2023    | Santiago Peña                | Paraguai                        | Presidente                                                    |
| 22 de agosto de 2023    | Hun Manet                    | Camboja                         | Primeiro-ministro                                             |
| 30 de agosto de 2023    | Brice Clotaire Oligui Nguema | Gabão                           | Presidente do Comitê de Transição e Restauração Institucional |
| 1 de setembro de 2023   | Cynthia A. Pratt             | Bahamas                         | Governadora-geral                                             |
| 7 de setembro de 2023   | Raymond Ndong Sima           | Gabão                           | Primeiro-ministro interino                                    |
| 10 de setembro de 2023  | Samvel Shahramanyan          | Artsaque                        | Presidente                                                    |
| 14 de setembro de 2023  | Tharman Shanmugaratnam       | Singapura                       | Presidente                                                    |
| 15 de setembro de 2023  | Evika Siliņa                 | Letónia                         | Primeira-ministra                                             |
| 2 de outubro de 2023    | Sylvanie Burton              | Dominica                        | Presidente                                                    |
| 16 de outubro de 2023   | Robert Beugré Mambé          | Costa do Marfim                 | Primeiro-ministro                                             |
| 25 de outubro de 2023   | Robert Fico                  | Eslováquia                      | Primeiro-ministro                                             |
| 30 de outubro de 2023   | David Adeang                 | Nauru                           | Presidente                                                    |
| 31 de outubro de 2023   | Milojko Spajić               | Montenegro                      | Primeiro-ministro                                             |
| 3 de novembro de 2023   | Russell Dlamini              | Essuatíni                       | Primeiro-ministro                                             |
| 11 de novembro de 2023  | Nadir Larbaoui               | Argélia                         | Primeiro-ministro                                             |
| 17 de novembro de 2023  | Luc Frieden                  | Luxemburgo                      | Primeiro-ministro                                             |
| 17 de novembro de 2023  | Mohamed Muizzu               | Maldivas                        | Presidente                                                    |
| 23 de novembro de 2023  | Daniel Noboa                 | Equador                         | Presidente                                                    |
| 27 de novembro de 2023  | Christopher Luxon            | Nova Zelândia                   | Primeiro-ministro                                             |
| 28 de novembro de 2023  | Eduard Ibáñez                | Andorra                         | Representante episcopal                                       |
| 1 de dezembro de 2023   | Claudia Rodríguez de Guevara | El Salvador                     | Presidente interino                                           |
| 10 de dezembro de 2023  | Javier Milei                 | Argentina                       | Presidente                                                    |
| 13 de dezembro de 2023  | Donald Tusk                  | Polónia                         | Primeiro-ministro                                             |
| 16 de dezembro de 2023  | Andry Rajoelina              | Madagáscar                      | Presidente                                                    |
| 16 de dezembro de 2023  | Mishal Al-Sabah              | Kuwait                          | Emir                                                          |

### 2024
| Tomada de posse         | Líder                        | Estado             | Cargo |
| ----------------------- | ---------------------------- | ------------------ | --- |
| 1 de janeiro de 2024    | Beat Jans                    | Suíça              | Conselheiro Federal                                                                                                  |
| 3 de janeiro de 2024    | Hilda Heine                  | Ilhas Marshall     | Presidente |
| 14 de janeiro de 2024   | Frederico X                  | Dinamarca          | Rei |
| 15 de janeiro de 2024   | Bernardo Arévalo             | Guatemala          | Presidente |
| 22 de janeiro de 2024   | Joseph Boakai                | Libéria            | Presidente |
| 28 de janeiro de 2024   | Tshering Tobgay              | Butão              | Primeiro-ministro |
| 31 de janeiro de 2024   | Ibrahim de Johor             | Malásia            | Yang di-Pertuan Agong                                                                                                |
| 6 de fevereiro de 2024  | Oljas Bektenov               | Cazaquistão        | Primeiro-ministro |
| 8 de fevereiro de 2024  | Irakli Kobakhidze            | Geórgia            | Primeiro-ministro |
| 26 de fevereiro de 2024 | Feleti Teo                   | Tuvalu             | Primeiro-ministro |
| 27 de fevereiro de 2024 | Bah Oury                     | Guiné              | Primeiro-ministro |
| 1 de março de 2024      | Alexander Stubb              | Finlândia          | Presidente |
| 4 de março de 2024      | Shehbaz Sharif               | Paquistão          | Primeiro-ministro |
| 5 de março de 2024      | Tamás Sulyok                 | Hungria            | Presidente |
| 10 de março de 2024     | Asif Ali Zardari             | Paquistão          | Presidente |
| 14 de março de 2024     | Mohammad Mustafa             | Palestina          | Primeiro-ministro |
| 2 de abril de 2024      | Luís Montenegro              | Portugal           | Primeiro-ministro |
| 2 de abril de 2024      | Bassirou Diomaye Faye        | Senegal            | Presidente |
| 3 de abril de 2024      | Ousmane Sonko                | Senegal            | Primeiro-ministro |
| 4 de abril de 2024      | Myriam Spiteri Debono        | Malta              | Presidente |
| 2 de maio de 2024       | Jeremiah Manele              | Ilhas Salomão      | Primeiro-ministro |
| 2 de maio de 2024       | Miloš Vučević                | Sérvia             | Primeiro-ministro |
| 12 de maio de 2024      | Gordana Siljanovska-Davkova  | Macedónia do Norte | Presidente |
| 15 de abril de 2024     | Ahmad Al-Sabah               | Kuwait             | Primeiro-ministro |
| 15 de abril de 2024     | Lawrence Wong                | Singapura          | Primeiro-ministro |
| 20 de maio de 2024      | Lai Ching-te                 | República da China | Presidente |
| 20 de maio de 2024      | Cho Jung-tai                 | República da China | Primeiro-ministro |
| 22 de maio de 2024      | Tô Lâm                       | Vietnã             | Presidente: 22 de maio - 21 de outubro de 2024 Secretário-geral do Partido Comunista: 3 de agosto de 2024 - presente |
| 24 de maio de 2024      | Allamaye Halina              | Chade              | Primeiro-ministro |
| 12 de junho de 2024     | Judith Suminwa               | RD Congo           | Primeiro-ministro |
| 15 de junho de 2024     | Peter Pellegrini             | Eslováquia         | Presidente |
| 23 de junho de 2024     | Hristijan Mickoski           | Macedónia do Norte | Primeiro-ministro |
| 1 de julho de 2024      | Sam Mostyn                   | Austrália          | Governadora-geral |
| 1 de julho de 2024      | José Raúl Mulino             | Panamá             | Presidente |
| 2 de julho de 2024      | Dick Schoof                  | Países Baixos      | Primeiro-ministro |
| 5 de julho de 2024      | Keir Starmer                 | Reino Unido        | Primeiro-ministro |
| 7 de julho de 2024      | David Tiva Kapu              | Ilhas Salomão      | Governador-geral |
| 15 de julho de 2024     | Khadga Prasad Oli            | Nepal              | Primeiro-ministro |
| 23 de julho de 2024     | Kristen Michal               | Estónia            | Primeiro-ministro |
| 28 de julho de 2024     | Masoud Pezeshkian            | Irã                | Presidente |
| 1 de agosto de 2024     | Halla Tómasdóttir            | Islândia           | Presidente |
| 5 de agosto de 2024     | Mokhtar Ould Djay            | Mauritânia         | Primeiro-ministro |
| 8 de agosto de 2024     | Muhammad Yunus               | Bangladesh         | Conselheiro-Chefe |
| 16 de agosto de 2024    | Paetongtarn Shinawatra       | Tailândia          | Primeira-ministra |
| 17 de agosto de 2024    | Manuel Osa Nsue Nsua         | Guiné Equatorial   | Primeiro-ministro |
| 15 de setembro de 2024  | Jafar Hassan                 | Jordânia           | Primeiro-ministro |
| 23 de setembro de 2024  | Anura Kumara Dissanayake     | Sri Lanka          | Presidente |
| 24 de setembro de 2024  | Harini Amarasuriya           | Sri Lanka          | Primeira-ministra |
| 1 de outubro de 2024    | Shigeru Ishiba               | Japão              | Primeiro-ministro |
| 1 de outubro de 2024    | Claudia Sheinbaum            | México             | Presidente |
| 7 de outubro de 2024    | Taye Atske Selassie          | Etiópia            | Presidente |
| 8 de outubro de 2024    | Guilherme                    | Luxemburgo         | Tenente-Representante                                                                                                |
| 20 de outubro de 2024   | Prabowo Subianto             | Indonésia          | Presidente |
| 21 de outubro de 2024   | Lương Cường                  | Vietnã             | Presidente |
| 1 de novembro de 2024   | Duma Boko                    | Botsuana           | Presidente |
| 10 de novembro de 2024  | Alix Didier Fils-Aimé        | Haiti              | Primeiro-ministro interino                                                                                           |
| 12 de novembro de 2024  | Naiqama Lalabalavu           | Fiji               | Presidente |
| 13 de novembro de 2024  | Navin Ramgoolam              | Maurícia           | Primeiro-ministro |
| 19 de novembro de 2024  | Badra Gunba                  | Abecásia           | Presidente interino: 19 de novembro de 2024 a 2 de abril de 2025 Presidente: 2 de abril de 2025 - presente           |
| 20 de novembro de 2024  | Patrice Faure                | Andorra            | Representante francês                                                                                                |
| 21 de novembro de 2024  | Abdoulaye Maïga              | Mali               | Primeiro-ministro interino                                                                                           |
| 6 de dezembro de 2024   | Dharam Gokhool               | Maurícia           | Presidente |
| 7 de dezembro de 2024   | Jean Emmanuel Ouédraogo      | Burquina Faso      | Primeiro-ministro interino                                                                                           |
| 8 de dezembro de 2024   | Ahmed al-Sharaa              | Síria              | Presidente |
| 9 de dezembro de 2024   | Mohammed al-Bashir           | Síria              | Primeiro-ministro |
| 12 de dezembro de 2024  | Abdirahman Mohamed Abdullahi | Somalilândia       | Presidente |
| 13 de dezembro de 2024  | François Bayrou              | França             | Primeiro-ministro |
| 16 de dezembro de 2024  | Adylbek Kasymaliev           | Quirguistão        | Presidente do Gabinete de Ministros                                                                                  |
| 21 de dezembro de 2024  | Kristrún Frostadóttir        | Islândia           | Primeira-ministra |
| 29 de dezembro de 2024  | Mikheil Kavelashvili         | Geórgia            | Presidente |
| 29 de dezembro de 2024  | Pak Thae-song                | Coreia do Norte    | Primeiro-ministro |

### 2025
| Tomada de posse         | Líder                        | Estado              | Cargo |
| ----------------------- | ---------------------------- | ------------------- | --- |
| 7 de janeiro de 2025    | John Mahama                  | Gana                | Presidente                                                                                                   |
| 9 de janeiro de 2025    | Joseph Aoun                  | Líbano              | Presidente                                                                                                   |
| 14 de janeiro de 2025   | Américo Ramos                | São Tomé e Príncipe | Primeiro-ministro                                                                                            |
| 15 de janeiro de 2025   | Daniel Chapo                 | Moçambique          | Presidente                                                                                                   |
| 15 de janeiro de 2025   | Maria Benvinda Levy          | Moçambique          | Primeira-Ministra                                                                                            |
| 16 de janeiro de 2025   | Rosen Zhelyazkov             | Bulgária            | Primeiro-ministro                                                                                            |
| 20 de janeiro de 2025   | Donald Trump                 | Estados Unidos      | Presidente                                                                                                   |
| 22 de janeiro de 2025   | 'Aisake Eke                  | Tonga               | Primeiro-ministro                                                                                            |
| 23 de janeiro de 2025   | Micheál Martin               | Irlanda             | Taoiseach |
| 3 de fevereiro de 2025  | Bart De Wever                | Bélgica             | Primeiro-ministro                                                                                            |
| 8 de fevereiro de 2025  | Nawaf Salam                  | Líbano              | Presidente do Conselho de Ministros                                                                          |
| 11 de fevereiro de 2025 | Jotham Napat                 | Vanuatu             | Primeiro-ministro                                                                                            |
| 18 de fevereiro de 2025 | Rosario Murillo              | Nicarágua           | Co-Presidente                                                                                                |
| 1 de março de 2025      | Raffaella Petrini            | Cidade do Vaticano  | Presidente do Governorado                                                                                    |
| 1 de março de 2025      | Yamandú Orsi                 | Uruguai             | Presidente                                                                                                   |
| 3 de março de 2025      | Vladimir Delba               | Abecásia            | Primeiro-ministro interino: 3 de março a 3 de abril de 2025 Primeiro-ministro: 3 de abril de 2025 - presente |
| 3 de março de 2025      | Christian Stocker            | Áustria             | Chanceler Federal                                                                                            |
| 10 de março de 2025     | Aleksandr Turchin            | Bielorrússia        | Primeiro-ministro                                                                                            |
| 13 de março de 2025     | Konstantinos Tasoulas        | Grécia              | Presidente                                                                                                   |
| 14 de março de 2025     | Mark Carney                  | Canadá              | Primeiro-ministro                                                                                            |
| 21 de março de 2025     | Netumbo Nandi-Ndaitwah       | Namíbia             | Presidente                                                                                                   |
| 21 de março de 2025     | Elijah Ngurare               | Namíbia             | Primeiro-ministro                                                                                            |
| 21 de março de 2025     | Sara Zaafarani               | Tunísia             | Primeira-ministra                                                                                            |
| 1 de abril de 2025      | Denise Bronzetti             | São Marinho         | Capitães-regentes                                                                                            |
| 1 de abril de 2025      | Italo Righi                  | São Marinho         | Capitães-regentes                                                                                            |
| 1 de abril de 2025      | Martin Pfister               | Suíça               | Conselheiro Federal                                                                                          |
| 10 de abril de 2025     | Brigitte Haas                | Liechtenstein       | Chefe de Governo                                                                                             |
| 16 de abril de 2025     | Đuro Macut                   | Sérvia              | Primeiro-ministro                                                                                            |
| 1 de maio de 2025       | Kamla Persad-Bissessar       | Trindade e Tobago   | Primeira-ministra                                                                                            |
| 3 de maio de 2025       | Salem Saleh bin Braik        | Iémen               | Primeiro-ministro                                                                                            |
| 3 de maio de 2025       | Jean-Lucien Savi de Tové     | Togo                | Presidente                                                                                                   |
| 6 de maio de 2025       | Friedrich Merz               | Alemanha            | Chanceler |
| 8 de maio de 2025       | Papa Leão XIV                | Cidade do Vaticano  | Soberano |
| 14 de maio de 2025      | Eduardo Arana Ysa            | Peru                | Presidente do Conselho de Ministros                                                                          |
| 19 de maio de 2025      | Kamil Idris                  | Sudão               | Primeiro-ministro                                                                                            |
| 26 de maio de 2025      | Nicușor Dan                  | Roménia             | Presidente                                                                                                   |
| 31 de maio de 2025      | Josep-Lluís Serrano Pentinat | Andorra             | Copríncipe episcopal                                                                                         |
| 4 de junho de 2025      | Lee Jae-myung                | Coreia do Sul       | Presidente                                                                                                   |
| 13 de junho de 2025     | Gombojavyn Zandanshatar      | Mongólia            | Primeiro-ministro                                                                                            |
| 23 de junho de 2025     | Ilie Bolojan                 | Roménia             | Primeiro-ministro                                                                                            |
| 3 de julho de 2025      | Kim Min-seok                 | Coreia do Sul       | Primeiro-ministro                                                                                            |
| 3 de julho de 2025      | Phumtham Wechayachai         | Tailândia           | Primeiro-ministro interino                                                                                   |
| 16 de julho de 2025     | Jennifer Simons              | Suriname            | Presidente                                                                                                   |
| 17 de julho de 2025     | Yulia Svyrydenko             | Ucrânia             | Primeira-ministra                                                                                            |
| 21 de julho de 2025     | Christophe Mirmand           | Mónaco              | Ministro de Estado                                                                                           |
| 25 de julho de 2025     | Justin Nsengiyumva           | Ruanda              | Primeiro-ministro                                                                                            |
| 31 de julho de 2025     | Nyo Saw                      | Mianmar             | Primeiro-ministro                                                                                            |
| 4 de agosto de 2025     | Rimantas Šadžius             | Lituânia            | Primeiro-ministro interino                                                                                   |
| 5 de agosto de 2025     | Nestor Ntahontuye            | Burundi             | Primeiro-ministro                                                                                            |
| 6 de agosto de 2025     | Karol Nawrocki               | Polônia             | Presidente                                                                                                   |
| 7 de agosto de 2025     | Laurent Saint-Cyr            | Haiti               | Presidente do Conselho de Transição Presidencial                                                             |
| 7 de agosto de 2025     | Braima Camará                | Guiné-Bissau        | Primeiro-Ministro                                                                                            |

## Chefes de Estado ou de Governo vindouros
| Tomada de posse | Líder | Estado | Cargo |
| --------------- | ----- | ------ | ----- |